# Alfonso Andria
Alfonso Andria este un om politic italian, membru al Parlamentului European în perioada 2004-2009 din partea Italiei.
1. ↑   https://dati.senato.it/senatore/25256 Lipsește sau este vid: |title= (ajutor)
2. ↑  Deputații în Parlamentul European